# Parectopa occulta
Parectopa occulta là một loài bướm đêm thuộc họ Gracillariidae. Loài này có ở Hoa Kỳ (Illinois, Kentucky and California).
Ấu trùng ăn các loài Vicia caroliniana và Melilotus, bao gồm Melilotus officinalis. Chúng ăn lá nơi chúng làm tổ.